# Houston Challenger 2000
Lo Houston Challenger 2000 è stato un torneo di tennis facente parte della categoria ATP Challenger Series nell'ambito dell'ATP Challenger Series 2000. Il torneo si è giocato a Houston negli Stati Uniti dal 18 al 24 settembre 2000 su campi in cemento.

## Vincitori

### Singolare
James Blake ha battuto in finale  Michel Kratchovil con il punteggio di 7–6(5), 6(12)–7, 6–3

### Doppio
Brent Haygarth /  Marcos Ondruska hanno battuto in finale  James Blake /  Kevin Kim con il punteggio di 6–4, 6–2